# Camí Vell de Cellers
El Camí Vell de Cellers és un camí del terme municipal de Castell de Mur, Pallars Jussà, dins de l'antic terme de Guàrdia de Tremp.
Actualment només es conserva, amb aquest nom, el tram final, del camí, des de la cruïlla amb els camins de Canalets i de Canissera, a llevant de la Masia de Tató i a ponent de la Plana de Carrió, fins a Cellers mateix. Són uns 800 metres que segueixen la direcció est-sud-est, entre les Collades i Coscoller, que queden a migdia, i la Plana de Carrió i les Comes, al nord.